# Tineke Wibaut-Guilonard
Valentine Elisabeth (Tineke) Wibaut-Guilonard (Rotterdam, 21 mei 1922 -  Hierden, 6 oktober 1996) was een Nederlandse verzetsstrijdster tijdens de Tweede Wereldoorlog en sociologe. Als verzetsstrijdster gebruikte ze de schuilnaam Thea Beerens. Ze ontving in 1983 de Yad Vashem-onderscheiding voor haar verzetswerk.

## Jeugd
Tineke Guilonard werd in 1922 geboren in Rotterdam en groeide op als enig kind. Haar vader was luchtvaartpionier en onderdirecteur bij KLM Pieter Guilonard (1895-1939) en haar moeder was Valentine Elisabeth Schilleman (1900-1992). 
Guilonard ging naar de hbs in Rotterdam en vanaf 1934 naar het Amsterdams Lyceum, nadat het gezin naar de Haarlemmermeer in de buurt van Schiphol verhuisd was. Op deze school raakte ze bevriend met Frank Wibaut, met wie ze later zou trouwen. Op 18 maart 1939 kwam Guilonards vader om bij een luchtvaartongeval.

## Verzet en gevangenschap
Toen in mei 1940 Schiphol gebombardeerd werd, was Guilonard daar vanaf haar evacuatieadres in Amstelveen getuige van. Een jaar later moesten alle Joodse leerlingen van het Amsterdams Lyceum van school af, waarop Guilonard en haar klasgenoten in verzet kwamen. Ze zorgden voor onderduikadressen, bonkaarten en valse persoonsbewijzen. Daarbij deed ze risicovolle klussen voor Jan van Mierlo (schuilnaam Fons) van verzetsgroep CS-6. Haar eigen schuilnaam was Thea Beerens.
Na verraad werd Guilonard op 17 september 1943 op haar onderduikadres in Zeist gearresteerd, waarna ze maandenlang in een isoleercel van het Huis van Bewaring aan de Havenstraat in Amsterdam zat. Ze had enkel contact met de buitenwereld via illegale briefjes op lakenkatoen, die ze verborg in de zoom van haar handdoek. Vele leden van CS-6 werden gefusilleerd, maar Guilonard ontkwam hieraan door zich voor te doen als het onwetende liefje van Fons.
Op 2 januari 1944 werd ze opgesloten in Kamp Vught, waar ze twee weken later het bunkerdrama overleefde. Later noemde ze deze nacht het ergste wat ze in haar leven had meegemaakt. In het kamp raakte ze hecht bevriend met onder anderen Mieke Steensma en Mies Boissevain-van Lennep, aan wie ze veel steun had. In september 1944 werd Guilonard naar vrouwenkamp Ravensbrück gedeporteerd en daarna zat ze nog in een buitencommando van Groß-Rosen, locatie Langenbielau. In totaal zat ze vijftien maanden in gevangenschap, waarin ze twee winters, transport in overvolle treinwagons en wekenlang transport te voet overleefde. Op 14 april 1945 werd ze bevrijd uit een kamp in Salzwedel en op 1 juni was ze weer thuis bij haar moeder in Amstelveen.

## Verdere leven
Van 1946 tot 1948 studeerde Guilonard sociografie aan de Universiteit van Amsterdam. Op 5 juli 1947 trouwde ze met haar schoolvriend Frank Wibaut, van wie ze de achternaam voerde. Het stel kreeg een dochter en een zoon.
In de jaren 1960 en 1970 was Wibaut-Guilonard een fervent voorvechtster van (seksuele) emancipatie en jeugd-, abortus- en drugshulpverlening. Ze was bestuurslid van de Nederlandse Vereniging voor Seksuele Hervorming en het Jongeren Advies Centrum. In 1967 was ze medeoprichtster van de Schorerstichting, die zich inzette voor de gezondheidszorg voor homoseksuele mannen en vrouwen.
Vanaf de jaren 1970 hield Wibaut-Guilonard zich intensief bezig met tweede-generatieproblematiek van de kinderen van oorlogsslachtoffers. Ze vond het belangrijk dat er ook aandacht was voor de problemen van kinderen van ouders die aan de kant van de bezetter stonden. Daarmee was ze haar tijd ver vooruit. In 1983 publiceerde ze een boek over haar oorlogservaringen: Zo ben je daar. Ook richtte ze in 1987 de Stichting Educatieve Beeldvorming Vervolging Onderdrukking en Verzet op. In de jaren 1990 publiceerde ze drie boekjes voor de Stichting Vriendenkring Nationaal Monument Kamp Vught.
Wibaut-Guilonard verzorgde al langere tijd haar zieke echtgenoot, toen ze zelf ernstig ziek bleek te zijn. Ze woonden inmiddels aan de Biesteweg in de wijk Hierden Bosch in Hierden, een dorpje aan de rand van de Veluwe. Aan deze straat hadden ze met drie andere Amsterdamse gezinnen elk een zomerhuisje gerealiseerd omstreeks 1965. Het stel was meer dan vijftig jaar samen, toen ze kozen voor een gezamenlijk einde. Op zondag 6 oktober 1996 stierven ze thuis en in het bijzijn van hun dierbaren. Ze werden gecremeerd in Crematorium Westerveld.

## Erkenning
Op 29 mei 1983 kreeg Wibaut-Guilonard samen met haar echtgenoot de Yad Vashem-onderscheiding, voor hun verzetswerk tijdens de Tweede Wereldoorlog. Ook kreeg ze erkenning voor de manier waarop ze met haar oorlogsverleden omging. In 1989 ontving ze de erepenning van de Stichting Kunstenaarsverzet en in 1995 de Dr. J.P. van Praag-prijs. In 2007 werd er in Amsterdam Nieuw-West een brug naar haar vernoemd: de Tineke Guilonardbrug. Meerdere bruggen en straten in deze buurt werden naar verzetshelden vernoemd.